# Venâncio Aires (ort)
Venâncio Aires är en ort i Brasilien.   Den ligger i kommunen Venâncio Aires och delstaten Rio Grande do Sul, i den södra delen av landet, 1 600 km söder om huvudstaden Brasília. Venâncio Aires ligger 43 meter över havet och antalet invånare är 40 627.
Terrängen runt Venâncio Aires är platt.
Runt Venâncio Aires är det i huvudsak tätbebyggt. Runt Venâncio Aires är det tätbefolkat, med 319 invånare per kvadratkilometer.